# デリック・エヴァンス
デリック・エヴァンス（Derrick Evans、1985年または1986年 - ） はアメリカ合衆国の政治家、共和党所属の元ウェストバージニア州下院議員、元高校教師。
ウェストバージニア州プリチャード出身、マーシャル大学に一年通った後、ウェストリバティ大学で学士号を取った。
エヴァンスは2021年アメリカ合衆国議会議事堂襲撃事件に参加し、訴追されたことが発表された。2021年1月8日、彼は逮捕された。2022年1月10日にウェストバージニア州下院議員を辞職し、謝罪した。
2022年3月に社会的混乱を引き起こした罪で有罪を認め、3か月の刑を宣告され、2000ドルの賠償金と罰金を支払うことになった。